# Alemania en los Juegos Olímpicos de Vancouver 2010
Alemania estuvo representada en los Juegos Olímpicos de Vancouver 2010 por un total de 153 deportistas que compitieron en 15 deportes, conformando así la cuarta delegación más grande de todos los países participantes.
El portador de la bandera en la ceremonia de apertura fue el piloto de bobsleigh André Lange.

## Medallistas
El equipo olímpico alemán obtuvo las siguientes medallas:
| Atleta                                                                              | Deporte               | Competición                   |
| ----------------------------------------------------------------------------------- | --------------------- | ----------------------------- |
| Oro                                                                                 |                       |                               |
| Magdalena Neuner                                                                    | Biatlón               | 10 km persecución F           |
| Magdalena Neuner                                                                    | Biatlón               | 12,5 km F                     |
| André Lange Kevin Kuske                                                             | Bobsleigh             | Doble M                       |
| Maria Riesch                                                                        | Esquí alpino          | Supercombinada F              |
| Maria Riesch                                                                        | Esquí alpino          | Eslalon F                     |
| Viktoria Rebensburg                                                                 | Esquí alpino          | Eslalon gigante F             |
| Evi Sachenbacher-Stehle Claudia Nystand                                             | Esquí de fondo        | Velocidad por eqs. F          |
| Felix Loch                                                                          | Luge                  | Individual M                  |
| Tatjana Hüfner                                                                      | Luge                  | Individual F                  |
| Daniela Anschütz-Thoms Stephanie Beckert Anna Friesinger-Postma Katrin Mattscherodt | Patinaje de velocidad | Persecución por eqs. F        |
| Plata                                                                               |                       |                               |
| Magdalena Neuner                                                                    | Biatlón               | 7,5 km F                      |
| Thomas Florschütz Richard Adjei                                                     | Bobsleigh             | Doble M                       |
| André Lange Kevin Kuske Alexander Rödiger Martin Putze                              | Bobsleigh             | Cuádruple M                   |
| Tim Tscharnke Axel Teichmann                                                        | Esquí de fondo        | Velocidad por eqs. M          |
| Tobias Angerer                                                                      | Esquí de fondo        | 30 km persecución M           |
| Axel Teichmann                                                                      | Esquí de fondo        | 50 km M                       |
| Katrin Zeller Evi Sachenbacher-Stehle Miriam Gössner Claudia Nystand                | Esquí de fondo        | 4 × 6 km F                    |
| David Möller                                                                        | Luge                  | Individual M                  |
| Jenny Wolf                                                                          | Patinaje de velocidad | 500 m F                       |
| Stephanie Beckert                                                                   | Patinaje de velocidad | 3000 m F                      |
| Stephanie Beckert                                                                   | Patinaje de velocidad | 5000 m F                      |
| Michael Neumayer Andreas Wank Martin Schmitt Michael Uhrmann                        | Saltos en esquí       | Trampolín grande por eqs. M   |
| Kerstin Szymkowiak                                                                  | Skeleton              | Individual F                  |
| Bronce                                                                              |                       |                               |
| Simone Hauswald                                                                     | Biatlón               | Salida en grupo 12,5 km F     |
| Kati Wilhelm Simone Hauswald Martina Beck Andrea Henkel                             | Biatlón               | 4 × 6 km F                    |
| Johannes Rydzek Tino Edelmann Eric Frenzel Björn Kircheisen                         | Combinada nórdica     | Trampolín grande + 4 × 6 km M |
| Natalie Geisenberger                                                                | Luge                  | Individual F                  |
| Patric Leitner Alexander Resch                                                      | Luge                  | Doble M                       |
| Aliona Savchenko Robin Szolkowy                                                     | Patinaje artístico    | Parejas                       |
| Anja Huber                                                                          | Skeleton              | Individual F                  |